# دوري غرينادا لكرة القدم
دوري غرينادا لكرة القدم هو الدوري الوطني لكرة القدم في غرينادا .البطل الحالي هو نادي كريب هوروكانز.